# 名偵探柯南：偵探們的鎮魂歌
《名侦探柯南：侦探们的镇魂歌》，是日本漫画家青山剛昌漫画系列《名偵探柯南》的第10部剧场版，片長111分鐘。2006年4月15日在日本上映，在日本有30.3億日圓的票房收益。總觀眾人數是250萬人。

## 本作特色
- 本作是《名偵探柯南》系列10周年的紀念作品，因此有許多相關活動。
- 此部主打是動漫中大部分重要配角皆會登場（包括山村警官的奶奶）。[2]
- 本作是怪盜基德第三次登場的劇場版。
- 本作重點還有以毛利蘭、遠山和葉和少年偵探團為人質而引發的限時推理競賽（鈴木園子沒戴上炸彈所以不列入人質）。
- 廣告及海報結語：「偵探們啊，願你們就此長眠」。
- 本片是到目前為止第二部如果無法偵破案子，參加的人會直接全數死亡的劇場版 (第一部是「名偵探柯南：貝克街的亡靈」)。
- 四大才傑：工藤新一、服部平次、白馬探（實為基德假扮）和怪盜基德（黑羽快斗）皆於本片出場。
- 本片的台北總票房收入一度高居各劇場版之冠達八年之久，直到2014年才被《名偵探柯南：異次元的狙擊手》打破。
- 本片是至今唯一一部圓谷光彥不是由大谷育江聲演的劇場版。

## 劇情簡介
毛利小五郎父女與柯南、少年偵探團一行人受邀來到了神奈川縣橫濱市的一座遊樂園，沒想到卻掉入委託人所設下的陷阱，首先對方先給眾人一人一個手環再讓其他人去遊樂園玩，唯獨留下讓毛利與柯南看一段毛利的舊識龍被囚禁的影片，柯南注意到對方同樣也戴上同樣的手環，但是手環突然發生爆炸，委託人才告知他們手上的手環已安裝炸彈，而其他人的手環多了一出遊樂園就會爆炸的設定，柯南原本通知灰原等人但為時已晚。委託人此時才提出委託內容，如果不在12小時內解開男子所出的謎題，全员就会被炸死，同時也不能報警。 
柯南與毛利解開第一個謎題來到一間廢棄酒店，而在地下室的儲物櫃發現作案工具與手槍，但是兩人卻被埋伏在此的警察拘捕。目暮警部與白鳥警部趕來得知原來神奈川搜查一課與警視廳搜查二課合作調查一件基德竊盜案，雖然怪盜基德順利取得寶物但卻遭受到不明人士的追殺，柯南與毛利被警方誤以為是基德同夥而被捕。隨後柯南接到委託人的電話，而對方也認出柯南即是工藤新一，儘管柯南感到不明所以，但還是跟對方說明前因後果，委託人這才將第二個提示告知柯南。 
柯南解開第二個謎題後來到第二個地點勘查，而服部平次突然出現在這裡，原來他與柯南一样處境：和叶也在游乐园被戴上手环，而他则是被委托调查同一案件。兩人透過調查發現這裡曾經發生過搶劫殺人案，與基德被人追殺的日子同天。被釋放後的毛利與警方也趕過來，而委託人突然打電話警告毛利不要报警並引爆附近的炸彈，神奈川县的橫溝重悟警部為了保護小孩而被炸傷。毛利故意嘲諷警察與目暮警部發生爭執，借机偷偷将纸条塞给目暮，拜托他暗中保護小蘭等人。 
毛利打算獨自調查，與柯南服部兩人分开；而柯南與服部解開第三個謎題來到橫溝海洋大學的犯罪研究會，碰上同樣來調查的白馬探，白馬探查到整件事跟三名毕业生伊東末彥、清水麗子、西尾正治有關，而三人曾是犯罪研究會的成員，後來還共同創公司，而這家公司發生過殺人事件，死者正是西尾正治，社長伊东後來失踪，公司也倒閉。三人隨後來到犯罪現場也瞭解前因後果，但是卻被人追殺，柯南逃脫時不幸受傷掉入河中。 
晚上，怪盜基德潛入深山展覽館時被館長深山總一郎與殺手們持槍控制，基德同時揭穿深山暗中幫助三名後輩來追殺他的事實，因為基德無意間發現三人搶劫运钞车，而深山的收藏品皆為贓物。基德啟動機關將深山的殺手們催眠，撿起殺手的槍對外射擊將埋伏在外的中森警部引來逮捕深山後揚長而去。 
柯南與服部聽完前來接應的阿笠博士叙述毛利偵探與大瀧警部的調查結果後前往委託人处，毛利本要推理却被服部打晕，两人设法进入后台，找到了委託人——失踪多时且病重的伊東末彥，並告知殺西尾的真正兇手是清水麗子，理由是警方在狙擊槍的瞄準鏡发现女性專用的睫毛膏，且根据目击证词，伊东不擅长射击。当时清水麗子先殺害西尾然後在伊東的車動手腳讓他重傷，随后她假死並消失一段時間以摆脱警方调查。此时清水麗子突然出現在兩人後面打算殺害眾人，但卻被兩人共同擊倒。然而清水丽子也打坏了伊东的电脑，柯南一边教训伊东，一边修复电脑。当电脑提示伊东“最喜欢谁”时，柯南想起清水说伊东自恋，于是打上伊东的名字，在最后一秒将系统安全关闭。 
随后，警方将所有手环回收并送去拆除，大家抓住最后机会搭乘云霄飞车。然而元太的手环忘了回收，解开手环后又掉入后座，在云霄飞车即将冲出乐园电子围栏时，怪盗基德突然出现并把炸弹丢向空中脱险。最后，柯南看穿了基德早先易容为白马探的事实。 

伊东能得知柯南就是新一，是因为会议室椅子上的指纹识别装置，且伊东双目失明不知柯南变小；而嘲笑旧友龙侦探收了伊东的钱演戏装死的小五郎，却同意安眠药企业花大价钱请他拍广告，遭到柯南和服部的一致吐槽。 

## 登場人物

### 原作角色
| 角色         | 配音       | 配音     | 配音     | 簡介 |          |
| 角色         | 日本       | 臺灣     | 香港     | 簡介 |          |
| 主要角色     | 主要角色   | 主要角色 | 主要角色 | 主要角色 | 主要角色 |
| ------------ | ---------- | -------- | -------- | --- | -------- |
| 江戶川柯南   | 高山南     | 蔣篤慧   | 周恩恩   | 本作男主角，原是知名的關東高中生偵探工藤新一，因被黑暗組織的琴酒灌下毒藥而身體縮小，化名為江戶川柯南寄住在毛利家中並暗中調查黑暗組織。               |          |
| 工藤新一     | 山口勝平   | 劉傑     | 李家傑   | 本作男主角，原是知名的關東高中生偵探工藤新一，因被黑暗組織的琴酒灌下毒藥而身體縮小，化名為江戶川柯南寄住在毛利家中並暗中調查黑暗組織。               |          |
| 毛利蘭       | 山崎和佳奈 | 魏晶琦   | 劉惠雲   | 本作品女主角，新一的青梅竹馬，運動神經發達，擅長空手道，曾獲得全國高中空手道關東大賽的冠軍。                                                         |          |
| 毛利小五郎   | 神谷明     | 官志宏   | 黃志明   | 小蘭的父親，英理的丈夫，私家偵探，外號沉睡小五郎，原刑警，辭職後在家開設毛利偵探事務所。                                                             |          |
| 服部平次     | 堀川亮     | 官志宏   | 陳健豪   | 知名的關西高中生偵探，與和葉互相暗戀，和新一是好友，為劍道高手，說話時帶有濃厚關西腔。                                                               |          |
| 怪盜基德     | 山口勝平   | 官志宏   | 李家傑   | 第二代怪盜基德 公开身份是江古田高中的学生，隐藏身份为國際通緝犯第1412号，神出鬼沒的盜賊，與柯南的關係既是對手又是合作者。                            |          |
| 朋友相關角色 |            |          |          | |          |
| 鈴木園子     | 松井菜櫻子 | 陶敏嫻   | 莊巧兒   | 小蘭的好友兼同學，鈴木財團的二千金，時常邀請毛利家參加各式的宴會活動，與京極真是戀人關係。                                                           |          |
| 遠山和葉     | 宮村優子   | 蔣篤慧   | 曾月娥   | 平次的青梅竹馬，與平次互相暗戀，和小蘭是好友，為合氣道高手。                                                                                         |          |
| 阿笠博士     | 緒方賢一   | 徐健春   | 周永光   | 工藤家的鄰居兼好友，科學家兼發明家，會發明出一些道具讓柯南在案件中使用，在灰原哀逃離黑暗組織後收留她。                                               |          |
| 灰原哀       | 林原惠     | 魏晶琦   | 鄧潔麗   | 柯南的搭檔兼好友，本名宮野志保，原黑暗組織科學家雪莉。吃下毒藥而縮小身體，逃離組織後寄住在阿笠家中，並化名灰原哀。                                   |          |
| 吉田步美     | 岩居由希子 | 陶敏嫻   | 莊巧兒   | 三人為帝丹小學一年級生，後來與轉學生柯南和灰原一同組成少年偵探團。                                                                                   |          |
| 小嶋元太     | 高木涉     | 劉傑     | 陳志強   | 三人為帝丹小學一年級生，後來與轉學生柯南和灰原一同組成少年偵探團。                                                                                   |          |
| 圓谷光彦     | 折笠愛     | 魏晶琦   | 曾月娥   | 三人為帝丹小學一年級生，後來與轉學生柯南和灰原一同組成少年偵探團。                                                                                   |          |
| 妃英理       | 高島雅羅   | 蔣篤慧   | 曾月娥   | 小蘭的媽媽，小五郎的妻子。律師，外號法庭女王，開設妃律師事務所，至今從未輸過任何一場官司。                                                           |          |
| 栗山綠       | 百百麻子   | 陶敏嫻   | 莊巧兒   | 妃英理的秘書。 |          |
| 白馬探       | 石田彰     | 劉傑     | 蔡忠衛   | 知晓怪盗基德秘密的人之一，高中生偵探同时也是黑羽快斗（第二代怪盗基德）的同班同学，警視廳白馬警視總監的兒子。本作被怪盜基德借用身分與柯南、平次行動。 |          |
| 警察相關角色 |            |          |          | |          |
| 目暮十三     | 茶風林     | 徐健春   |          | 警部 警視廳搜查一課的警官，曾是毛利小五郎的上司，經常在兇案現場要求部下調查相關證據。                                                                |          |
| 白鳥任三郎   | 井上和彦   | 官志宏   |          | 警部 警視廳搜查一課的警官，出身於豪門。 |          |
| 佐藤美和子   | 湯屋敦子   | 魏晶琦   | 鄧潔麗   | 警部補 警視廳搜查一課的警官，擁有極多追求者，有著「警視廳之花」的稱呼，與高木涉是戀人關係。                                                          |          |
| 高木涉       | 高木涉     | 劉傑     | 陳志強   | 巡查部長 警視廳搜查一課的刑警，會聽小孩的意見，與少年偵探團關係極好，與佐藤美和子是戀人關係。                                                        |          |
| 千葉和伸     | 千葉一伸   | 劉傑     | 李家傑   | 巡查部長 警視廳搜查一課的刑警，高木的好友係。 |          |
| 中森銀三     | 石塚運昇   | 劉傑     | 陳志強   | 警部 警視廳搜查二課的警官，以逮捕怪盜基德為目標，在這20年來已累積不少辦案經驗。                                                                      |          |
| 橫溝重悟     | 大塚明夫   | 劉傑     | 周永光   | 警部 神奈川縣警的警官。 |          |
| 大瀧悟郎     | 若本規夫   | 劉傑     | 李家傑   | 警部 大阪府警的警官，與服部家及遠山家的關係良好。劇中得知自己有一個叫做「青木」的表弟住在神奈川縣。                                                  |          |
| 遠山銀司郎   | 小川真司   | 徐健春   | 陳志強   | 警視長 大阪府警刑事部長，和葉的父親，平藏的下屬兼左右手。                                                                                            |          |
| 服部平蔵     | 小山武宏   | 官志宏   | 周永光   | 警視監 大阪府警總部長，平次的父親，其推理能力遠在新一和平次之上。                                                                                    |          |

### 本作角色
| 角色       | 配音       | 配音     | 配音     | 簡介 |          |
| 角色       | 日本       | 臺灣     | 香港     | 簡介 |          |
| 本作要角   | 本作要角   | 本作要角 | 本作要角 | 本作要角 | 本作要角 |
| ---------- | ---------- | -------- | -------- | --- | -------- |
| 伊東末彥   | 古谷徹     | 劉傑     | 蔡忠衛   | 39歲。远东投资顾问公司社長，本作神秘委託人的真實身份。在車禍中受重伤，此後一直隱身在控制室裡，一直以為自己殺害了西尾正治，其控制室還有旗下的奇幻樂園為他用秘密資產請其學長深山總一郎幫忙投資的。 |          |
| 清水麗子   | 平野文     | 魏晶琦   | 鄧潔麗   | 38歲，远东投资顾问公司秘書室長，案件的殺人犯，原被警方認定已自殺。認為搭檔西尾的暴力傾向恐會令自己陷於危險故殺害之，後為了獨吞搶案贓款，將該罪名轉嫁給伊東，並讓他以為是自己殺了西尾。           |          |
| 深山總一郎 | 野島昭生   | 徐健春   |          | 57歲，深山商事社長，伊東末彥所在的控制室及旗下的奇幻樂園皆由他幫忙投資。企圖殺害學弟妹所犯搶案的目擊證人─怪盜基德。                                                                              |          |
| 高田正雄   | 田原阿諾   | 徐健春   |          | 32歲，委託人的秘書。 |          |
| 龍阿茶     | 小山力也   | 徐健春   |          | 38歲，偵探，接受伊東末彥花費邀請在毛利小五郎面前演出被炸彈炸死的戲碼。 |          |
| 其他配角   |            |          |          | |          |
| 西尾正治   |            | 劉傑     |          | 37歲，远东投资顾问公司營業部長，曾經是嫌疑犯（因為槍殺一名保全），後來被清水丽子杀害。 |          |
| 流浪者     | 岩田光央   | 劉傑     | 陳志強   | 住在廢棄旅館的流浪漢。 |          |
| 刑警       | 梁田清之   | 官志宏   |          | 神奈川縣警，橫溝的部下，逮捕了毛利小五郎。 |          |
| 警官       | 大泽在昌   | 徐健春   | 周永光   | 被小五郎和柯南問路的警官。 |          |
| 占卜師     | 杉山佳寿子 | 陶敏嫻   | 曾月娥   | 占卜師，银行抢劫事件的目撃者，敘述完事件後突然注意到柯南和服部有異樣，將他們留下並趕緊拿放大鏡觀察他們，發現他們今天有災禍，建議他們回去睡覺不要出門。                                           |          |
| 電腦語音   | 池本小百合 | 陶敏嫻   | 鄧潔麗   | |          |
| 園內廣播   | 引田有美   | 陶敏嫻   | 鄧潔麗   | |          |
| 優         | 半場友惠   | 陶敏嫻   | 莊巧兒   | 22歲，横浜海洋大学CRY横浜犯罪研究会女性部員。 |          |
| 武         | 遊佐浩二   | 徐健春   | 陳志強   | 23歲，横浜海洋大学CRY横浜犯罪研究会男性部員。 |          |
| 大野       | 小野坂昌也 | 官志宏   | 李家傑   | 在热带乐园抢劫一名民眾的钱包，被发现后挾持步美作为人质，企图逃离乐园。 |          |

## 音樂
| 類別   | 曲名                         | 作詞     | 作曲     | 演唱 |
| ------ | ---------------------------- | -------- | -------- | ---- |
| 主題曲 | 唯一绝不动摇的东西（日语：ゆるぎないものひとつ） | 稻葉浩志 | 松本孝弘 | B'z  |

### 原聲帶

#### 歌曲
1. 名探偵コナン メイン・テーマ(鎮魂歌ヴァージョン)
2. ミラクルランド
3. スーパースネーク
4. DUPLEX
5. フライング パイレーツ
6. WORKING MACHINE
7. 怪盗キッドの予告状(鎮魂歌ヴァージョン)
8. コナン走る
9. バイクの脅威
10. スケボーVSバイク
11. ミラクルランドクイズ
12. メリーゴーランド
13. 拷問
14. 依頼者
15. 高島町を探せ!
16. 怪盗キッド出現(鎮魂歌ヴァージョン)
17. 奇妙な取調べ
18. これだ!
19. 現金輸送車(回想)
20. やさしい親バカ小五郎
21. 横浜海洋大学探索
22. 写真の謎~銃を出す男たち
23. 大阪府警、大滝
24. 哀の心配
25. ドロボー!!
26. 3人の探索推理
27. タッチA~狙撃事件
28. 血のあと
29. コミカルメドレーA.B.C.
30. 人質~爆発の危機
31. 事件を終え~仕組まれた事件
32. ひとつのナゾが解けて…
33. 小五郎、事件の説明
34. 名探偵コナン愛のテーマ
35. 男の悲哀
36. 事件の全貌
37. 本当のワル
38. ワルサーを構える
39. 悲壮なる戦い
40. 喜び
41. 事件の解説
42. 平和が戻る
43. クライマックス
44. エピローグ

## 工作人員
- 原作：青山剛昌
- 監督、分鏡、演出：山本泰一郎
- 脚本：柏原宽司
- 分鏡協力：大宙征基、西森章、影山楙倫、亀垣一
- 人物設定 / 總作畫監督：須藤昌朋
- 作品設計、作画監督：山中純子
- 機械設計：牟田清司、清水義治、大浪太
- 作画監督補：牟田清司、清水義治、野口宽明、泷口禎一、河村明夫、糸島雅彦
- 美術監督：涩谷幸弘
- 色彩設計：西香代子
- 撮影監督：野村隆
- 3D CGI 製片人：後藤優一
- 剪辑：岡田輝满
- 音響監督：井澤基
- 音響效果：横山正和、横山亚紀
- 音乐：大野克夫
- 故事編輯：飯岡順一
- 助理製作人：斋藤朋之、北田修一、淺井認
- 動畫製作人：西村政行
- 製作人：諏訪道彦、吉岡昌仁
- 動畫制作：TMS/V1 Studio
- 「名偵探柯南 偵探們的鎮魂歌」製作委員會 
  - 小学馆
  - 读卖电视台
  - 日本电视台
  - ShoPro
  - 东宝株式會社
  - TMS Entertainment
- 发行：東宝

## 發行

### 影碟
日本
- DVD上市日:2006年12月13日

台灣
- VCD發售:2006年10月2日（發行商：普威爾）
- DVD發售:2007年1月25日（發行商：普威爾）

香港
- DVD/VCD發售：2007年4月20日（发行商：新一影業）

### 書籍
| 冊數 | 小學館         | 小學館                 | 青文出版社   | 青文出版社            |
| 冊數 | 發售日期       | ISBN                   | 發售日期     | ISBN                  |
| ---- | -------------- | ---------------------- | ------------ | --------------------- |
| 上   | 2006年11月18日 | ISBN 978-4-09-120808-8 | 2007年4月9日 | ISBN 978-986-156867-6 |
| 下   | 2006年12月18日 | ISBN 978-4-09-120809-6 | 2007年4月9日 | ISBN 978-986-156868-3 |

## 外部連結
- 互联网电影数据库（IMDb）上《名偵探柯南：偵探們的鎮魂歌》的资料（英文）
- 名探偵コナン 探偵たちの鎮魂歌公式サイト - ウェイバックマシン（2006年5月27日アーカイブ分）
- 名探偵コナン 探偵たちの鎮魂歌 （页面存档备份，存于） - トムス・エンタテインメント
- 名探偵コナン 探偵たちの鎮魂歌 （页面存档备份，存于） - 東宝
- 名探偵コナン 探偵たちの鎮魂歌 （页面存档备份，存于） - allcinema
- 名探偵コナン 探偵たちの鎮魂歌 （页面存档备份，存于） - KINENOTE
- 名探偵コナン 探偵たちの鎮魂歌 （页面存档备份，存于） - 文化庁日本映画情報システム
- Detective Conan The Private Eyes' Requiem （页面存档备份，存于） - オールムービー
- 名探偵コナン 探偵たちの鎮魂歌 （页面存档备份，存于） - 映画.com
- 名探偵コナン 探偵たちの鎮魂歌 （页面存档备份，存于） - Movie Walker
- 名探偵コナン 探偵たちの鎮魂歌 （页面存档备份，存于） - SF MOVIE DataBank